# Mramori (arheološko nalazište)
Mramori (Kamenjak) su arheološko nalazište u Lovreću.

## Opis
Vrijeme nastanka je od 15. do 16. stoljeća. Arheološko nalazište "Mramori" nalazi se u istočnom dijelu mjesta Lovreć, uz cestu Trilj – Imotski. Radi se o srednjovjekovnom groblju sa stećcima koje nastaje u 15. stoljeću uz staru antičku komunikaciju Salona – Tilurij – Novae – Narona. Sačuvano je oko 20 stećaka svih vrsta, te jedna križina. Repertoar ukrasnih motiva sličan je kao i na ostalim stećcima ovoga kraja: rozete, polumjeseci, križevi, spirale, vitice, ljudske figure povezane u kolu, prikazi lovca konjanika, te jelena. Na jednom stećku-sljemenjaku sačuvan je natpis pokojnika Vlkoja Bogdanića koji spominje i "kovača" tj. klesara Jurine.

## Zaštita
Pod oznakom Z-3013 zavedena je kao nepokretno kulturno dobro – pojedinačno, pravna statusa zaštićena kulturnog dobra, klasificirano kao "arheološka baština".